# Henric al VII-lea al Sfântului Imperiu Roman
Henric al VII-lea în germană Heinrich;  (n. 12 iulie 1275, Valenciennes, Țările de Jos de Sud, Franța – d. 24 august 1313, Buonconvento, Toscana, Italia), a fost Rege al Romanilor (Rex Romanorum) din 1308 în 1312 și Împărat al Sfântului Imperiu Roman din 1312. A fost primul împărat din Casa de Luxemburg.
A fost fiul lui Henric al VI-lea de Luxemburg și a lui Beatrice de Avesnes. A fost ales Rege al Germaniei în 1308 iar în 1309 cere formarea unei armate pentru a merge la Roma pentru a fi încoronat Împărat. Este încoronat pe data de 29 iunie 1312, fiind primul împărat romano-german încoronat de papă la Roma, după moartea lui Frederic al II-lea în urmă cu peste 60 de ani. A încercat să restaureze gloria Sfântului Imperiu, începând prin a restaura puterea imperială în nordul Italiei. A murit însă în timpul campaniei la Siena în august 1313.
În 1310 fiul său Ioan este ales rege al Boemiei, iar la moartea lui Henric moștenește titlul de conte de Luxemburg. Coroana romano-germană este disputată de doi rivali:  Ludovic de Bavaria din Casa de Wittelsbach și Frederic cel Frumos  (c.1289 – 1330) din Casa de Habsburg.